# Винкио
Винкио (итал. Vinchio) је насеље у Италији у округу Асти, региону Пијемонт.
Према процени из 2011. у насељу је живело 377 становника. Насеље се налази на надморској висини од 235 м.

## Становништво
| 1931. | 1936. | 1951. | 1961. | 1971. | 1981. | 1991. | 2001. | 2011. |
| ----- | ----- | ----- | ----- | ----- | ----- | ----- | ----- | ----- |
| 1.862 | 1.618 | 1.419 | 1.054 | 949   | 831   | 725   | 698   | 657   |